# 宝フリート
宝フリート株式会社（たからフリート）は、山形県天童市に本社を置き、宮城県仙台市内や東北自動車道の一部サービスエリア内にてガソリンスタンドを展開する企業。

## 沿革
- 1986年7月1日 - 「宝フリート株式会社」創業。

## 事業所
本社
・宮城県仙台市青葉区立町1-1
山形事業所
・山形県天童市鎌田１丁目14番1号

## 関連会社
野口産業株式会社
・石油運送業
野口工業株式会社
・設備工事業

野口鉱油株式会社
・ガソリンスタンド